# Ion Costaș
Ion Costaș (in russo Ион Косташ?; Țarigrad, 1944) è un militare e politico moldavo, generale dell'aviazione sovietica e ministro dell'interno e della difesa della Moldavia.

## Biografia
Nasce nel 1944 da una famiglia di moldavi rumeni del nord della Bessarabia, nel villaggio di Țarigrad, nel distretto di Drochia. Suo padre, sergente dell'esercito rumeno, venne catturato dai russi presso la località di Cotul Donului. Tra il 1949-1957 i suoi genitori furono deportati nelle steppe del Kazakistan e condannati a 25 anni di lavori forzati e accusati di essere complici con i fascisti. Con la famiglia tornò in Moldavia nel 1958.
Ha frequentato la scuola media russa a Drochia e ha proseguito gli studi presso la Scuola superiore di aviazione militare di Charkiv (1967), in Ucraina. Qui riceve il diploma di pilota di aerei militari supersonici e di ingegnere aeronautico.
Dopo la laurea acquisita nella Facoltà del Comando dell'Accademia di Aeronautica Militare "Jurij Gagarin", con il massimo dei voti e la medaglia d'oro, viene nominato comandante del reggimento di aviazione MiG-25 RB in Germania Est, e successivamente vicecomandante della divisione caccia-bombardieri in Transbajkalia (Čita-Stepi).Tra il 1967-1984 ha lavorato come agente di trasporto aereo dell'Esercito Sovietico, prima come pilota (1967), poi come comandante di squadriglia (1976-1978) e poi ancora come vicecomandante delle forze unite (1978-1980).
Tra il 1980 ed il 1983 viene nominato Comandante di Reggimento, con 102 aerei di combattimento sotto la sua responsabilità, poi vicecomandante della 14ª Armata dell'aviazione sovietica. Nel 1984 viene nominato vicecomandante DOSAAF (Società Volontari per l'Assistenza per l'esercito Sovietico, Aeronautica e Marina) per la Repubblica Socialista Sovietica Moldava, e l'anno successivo divenne comandante del Comitato Centrale del DOSAAF, mantenendo la posizione fino al nel 1990. È stato promosso nel mese di ottobre 1988 al grado di maggiore generale di Aviazione nelle Forze Armate Sovietiche. Nel 1990 viene nominato presidente del Soviet Supremo della Sicurezza dello Stato e degli affari militari del Repubblica Socialista Sovietica Moldava.
Nelle varie fasi della sua carriera nei corpi dell'Aeronautica Russa riuscì a superare colleghi e molti uomini politici russi. Riuscì così a raggiungere il massimo livello nell'Aeronautica Militare Russa: generale di corpo d'armata. È stato in quel periodo uno dei più giovani generali (a 40 anni) dell'Esercito Sovietico.

### La nascita della Moldavia
La nascita della Moldavia ha determinato il suo ritorno per mettere energia al rilancio e al rafforzamento del spirito rumeno alla sinistra del fiume Prut, che segna il confine tra Romania e Moldavia).
A Chișinău ricevette i più importanti incarichi militari nei momenti più difficili della Repubblica. All'inizio dell'esistenza della nuova nazione venne nominato Ministro degli Interni. Ristruttura la vecchia Polizia, la Militia in una moderno corpo di Polizia, crea l'Accademia di Polizia della Repubblica di Moldavia, e nello stesso tempo organizza la lotta con i separatisti della Transnistria e Gagauzi sostenuto da Mosca. Il 5 febbraio 1992 viene nominato Ministro della Difesa, per decreto di Mircea Snegur, primo presidente della Repubblica della Moldavia. Ha creato il Ministero dal nulla, dovendo costruire tutte le strutture in condizioni di guerra. Era il periodo della lotta con sia con separatisti, negli anni 1990-1992, che con i guardisti della Transnistria e i Cosacchi di Russia.
Ion Costaș fu insignito dell'Ordine di III grado e di 6 medaglie "per il servizio nelle forze armate del suo paese natale". Il 24 febbraio 2010, il ministro degli Affari Interni, il generale Victor Catan, ha decorato il generale Costaș con la Croce di Merito, la più alta onorificenza del Ministero della difesa.